# Scott Rosenberg
Pour les articles homonymes, voir Rosenberg.
Scott Rosenberg est un scénariste, producteur, acteur et réalisateur américain né le 24 avril 1963 à Needham dans le Massachusetts (États-Unis).

## Filmographie

### comme scénariste
- 1995 : Dernières heures à Denver (Things to Do in Denver When You're Dead)
- 1996 : Femmes de rêve (Beautiful Girls)
- 1997 : Les Ailes de l'enfer (Con Air)
- 1998 : Comportements troublants (Disturbing Behavior)
- 2000 : High Fidelity
- 2000 : 60 secondes chrono (Gone in Sixty Seconds)
- 2002 : Impostor
- 2002 : Déroute (Highway)
- 2003 : Kangourou Jack (Kangaroo Jack)
- 2017 : Jumanji: Bienvenue dans la jungle (Jumanji: Welcome to the Jungle) de Jake Kasdan
- 2018 : Venom de Ruben Fleischer

### comme producteur
- 1993 : Firearm (vidéo)
- 1995 : Dernières heures à Denver (Things to Do in Denver When You're Dead)
- 1996 : Femmes de rêve (Beautiful Girls)
- 1998 : Comportements troublants (Disturbing Behavior)
- 2001 : On the Road Again ("Going to California") (série TV)
- 2002 : Déroute (Highway)
- 2003 : February
- 2006 : October Road (série TV)
- 2006 : Word.Life: The Hip Hop Project

### comme acteur
- 1997 : Les Ailes de l'enfer (Con Air) : Garland's Craps Dealer
- 1998 : Mary à tout prix (There's Something About Mary) : Jailbird
- 1999 : Le Déshonneur d'Elisabeth Campbell (The General's Daughter) : MP Guard
- 2000 : 60 secondes chrono (Gone in Sixty Seconds) : Private Doctor
- 2005 : Match parfait (Fever Pitch) : 1980s Red Sox Player

### comme réalisateur
- 2006 : Word.Life: The Hip Hop Project